# Девушка из Триеста
«Девушка из Триеста» (итал. La ragazza di Trieste) — кинофильм, снятый Паскуале Феста-Кампаниле по собственному роману.

## Сюжет
Одинокий художник мультипликации Дино Романи (Бен Газзара) встречает у моря красивую девушку Николь (Орнелла Мути). Она пытается утопиться, и он спасает её. Впоследствии оказывается, что Николь психически нездорова. Она не может спокойно жить без внимания мужчин, чувствуя себя неполноценной, если за день ей не удаётся никого соблазнить. А из-за недостатка внимания она способна на самые провокационные поступки…

## В ролях
- Бен Газзара — Дино Романи
- Орнелла Мути — Николь
- Жан-Клод Бриали — профессор Мартин
- Мимзи Фармер — Валерия
- Андреа Ферреоль — Стефанутти

## Съёмочная группа
- Режиссёр: Паскуале Феста-Кампаниле
- Продюсер: Акилле Мандзотти
- Сценарист: Паскуале Феста Кампаниле, Оттавио Йемма
- Композитор: Риц Ортолани
- Оператор: Альфио Контини